# Муравьёвский памятник природы
Муравьёвский памятник природы — гидрологический памятник природы общегосударственного значения, расположенный на крайнем севере Новгород-Северского района (Черниговская область, Украина). Площадь — 40 га. Код (государственный кадастровый номер) — . Находится под контролем Гремячского сельсовета.
Статус памятника природы присвоен Указом Президента Украины от 20.08.1996 № 715/96 для охраны комплекса озёр («Бабский локоть», «Луковица», «Гусиное») в пойме Десны с типичными для Полесья флорой и фауной.
Ближайший населённый пункт — село Муравьи Новгород-Северского района Черниговской области Украины, город — Новгород-Северский.

## Природа
Имеет флористическую и ценотическую ценность, памятник природы является важным для сохранения типичных пойменных комплексов водоёмов севера левобережного полесья.
Высшая водная растительность территории очень хорошо развита и окружает озёра, образовывая сплошную полосу. Она представлена ценозами прибрежно-водных сообществ, которые окружают озёра вдоль северных и северо-восточных берегов, и ценозами настоящей водной растительности, которые занимают наибольшую площадь в северной части озёрного комплекса. Среди водной растительности на озёрах распространены сообщества водяного ореха плавающего (чилима) (Trapa natans), кувшинки снежно-белой (Nymphaea Candida), кувшинки белой (Nymphaea alba), кубышки жёлтой (Nuphar luteum). Прибережно-водная растительность представлена формациями с доминированием осоки острой (Саrех acuta) и манника большого (Glyceria maxima). Остроосоковые сообщества распространен вдоль всей береговой линии озёр в виде непрерывных и розрывных полос. Среди видов гидрофильного разнотравья представлены подмаренник болотный (Galium palustre), мята водная (Mentha aquatica), частуха обыкновенная (Alisma plantago-aquatica), сабельник болотный (Comarum palustre). Сообщества манника большого связаны с мелководными участками с илисто-песчаными отложениями. Среди асектаторов следует отметить ирис ложноаировый (Iris pseudacorm), частуха обыкновенная (Alisma plantago-aquatica), поручейник широколистный (Sium latifolium), аир болотный (Acorns calamus).
Виды занесённые в Красную книгу Украины: рогульник плавающий (водяной орех плавающий, чилим) (Trapa natans) и сальвиния плавающая (Salvinia natans); в Зелёную книгу: чилим, кувшинка белая, кувшинка снежно-белая, кубышка жёлтая, болотноцветник щитолистный (Nymphoides peltata).
Из-за значительных участков сохранённой растительности присутствует значительное количество животных. Присутствуют животные, занесённые в Европейский Красный список,: выдра речная (Lutra lutra), пиявка медицинская (Hirudo medicinalis), коромысло зелёное (Aeshna viridis), плавунец широкий (Dytiscus latissimus); занесённые в Красную книгу Украины,: журавль серый (Grus grus), кулик-сорока (Haematopus ostralegus), дозорщик-император (Anax imperator).